# Locarno
Locarno (lombardsky Locarn, Luchèrn [loˈkɑːrn, luˈkɛːrn], zastarale také německy Luggárus – používáno pouze v německy mluvící obci Bosco/Gurin), je hlavní město okresu Locarno, situované na jihu Švýcarska v italsky mluvícím kantonu Ticino. Žije zde přibližně 16 tisíc obyvatel. Město je po Luganu a Bellinzoně třetím největším městem kantonu Ticino.

## Geografie

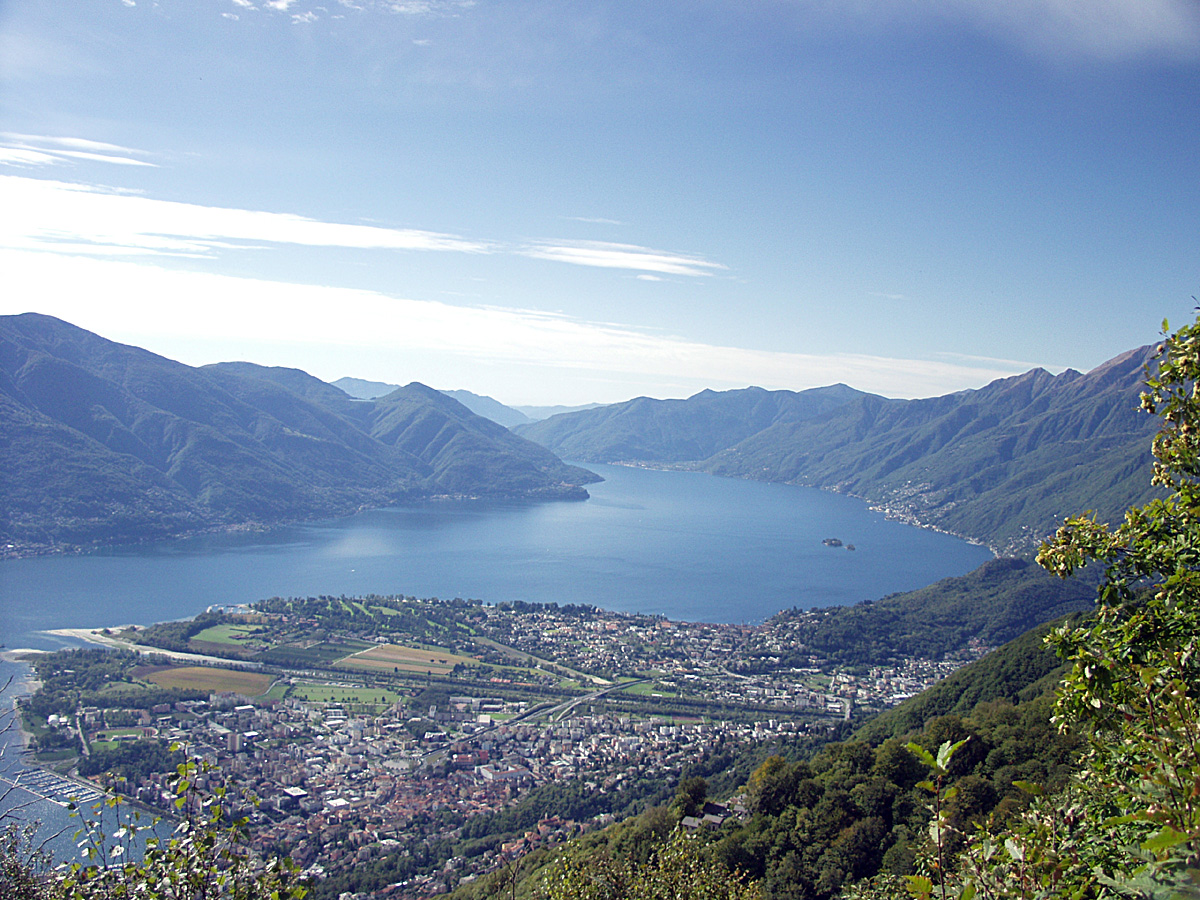
Locarno a delta řeky Maggia

Město leží při severním břehu jezera Lago Maggiore, jižním úpatí Alp a při východním okraji delty řeky Maggia, kde sousedí s obcemi Ascona, Losone, Terre di Pedemonte a Tenero-Contra. Nad městem se rozkládá čtvrť Monti della Trinita a k jeho území patří ještě velká plocha v nížině Magadinoebene, zvaná Gerre di Sotto. Stavební vývoj města byl společný se samostatnými obcemi Muralto, Minusio a Orselina. Aglomerace města Locarno čítá asi 40 000 obyvatel, z toho jich na 16 000 žije přímo ve městě. Locarno se zbytkem jižního území kantonu Ticino patří statisticky do provincie Como.

### Klima
Locarno, Lugano a Grono platí za nejteplejší místa ve Švýcarsku a nejsevernější místa se středomořským klimatem. Měřicí stanice Locarno-Monti v letech 1981–2010 zaznamenala průměrnou roční teplotu 12,4 °C. Proto zde rostou palmy a citronovníky. Locarno je silně charakterizováno cestovním ruchem, a to i díky mírnému klimatu.
V průměru je zde kolem 25 mrazových dnů a jeden ledový den ve dvou ze tří let. Letních dnů je zde v průměru kolem 79 dnů, zatímco horkých dnů je obvykle 15 až 16.

## Etymologie názvu města
První zmínky o městě pocházejí z let 751–760 jako ad Lucarnem a z roku 807 jako locus leocarni. Výklad názvu je nejednoznačný, odvozuje se buď z keltského leucos, leuca („bílý“, „jasný“, „zářící“), nebo pravděpodobněji z leukkarni, tj. „sousedé řeky leukkarā“, tj. jiskřivá či zářící.

## Historie

### Nejstarší historie až středověk

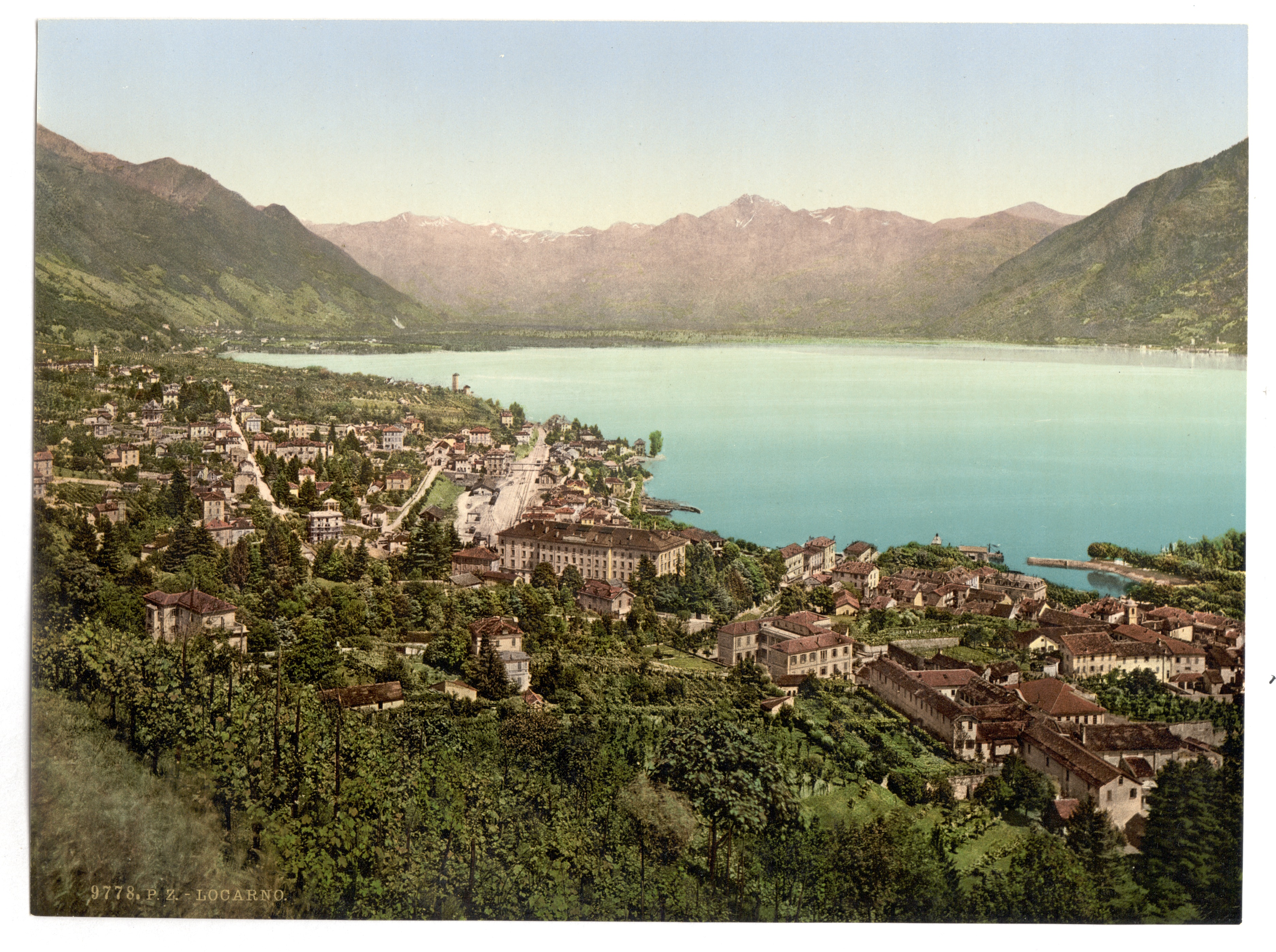
Locarno koncem 19. století

Místo, kde se dnes Locarno nachází, bylo osídleno již ve starší době bronzové (kolem 14. století př. n. l.), jak je známo díky nekropoli objevené v roce 1934. Pozdější osídlení lze vysledovat na nekropolích z doby laténské a římské. V roce 866 je v jedné listině zmiňován královský dvůr. Od 9. století náleželo toto christianizované sídlo pod arcibiskupství v Miláně. V 11. století správu převzali biskupové z Como a vládnoucí rod Orelli. Fridrich I. Barbarossa udělil Locarnu v roce 1164 nová tržní práva a v roce 1186 císařskou bezprostřednost. V roce 1342 město dobyli Viscontiové, kteří jej v letech 1439–1503 udělili jako léno rodu Rusca.
Konfederáti město dobyli v roce 1503, ale hrad získali od francouzského krále Ludvíka XII. až v roce 1513. Od té doby vykonával civilní a trestní soudní pravomoc rychtář Staré konfederace. Město spravovaly tři korporace šlechty (Capitanei dei Nobili), měšťanstva (Borghesi) a nově také pozemkové šlechty (Terrieri), které se scházely v budově městské správy Magnifico Consiglio.
Lokalita byla obývána již v mladší době bronzové, asi od 14. století před naším letopočtem, jak je známo díky nekropoli objevené v roce 1934. Pozdější nálezy svědčí o nekropoli z doby laténské a římské říše. Od 9. století náleželo toto christianizované sídlo pod arcibiskupství v Miláně. V 11. století správu převzali biskupové z Como a vládnoucí rodina Orelli. Císař Fridrich I. Barbarossa Locarnu roku 1164 udělil tržní právo a roku 1186 městská privilegia. V roce 1342 Viscontiové dobyli a ovládli město. Roku 1503 dobyla město švýcarská jednotka Konfederace. Hrad však opět roku v 1513 ovládl fojt francouzského krále Ludvíka XII. Roku 1532 byly zbořeny městské hradby. Město pak až do roku 1798 řídily tři korporace: šlechta: (Capitanei dei Nobili), buržoazie: (Borghesi) a venkované (Terrieri).

### Reformace a protireformace

Letecký pohled (1919)

Reformace ovládla město roku 1530. Karmelitán Balthasare Fontana studoval s dalšími bratry biblické a reformační spisy. Od roku 1539 byli Giovanni Beccaria, kněz a učitel latinské školy v klášteře San Francesco, lékař Taddeo Duno a právník Martino Muralto vůdčími osobnostmi sílícího reformačního hnutí. V letech 1542 až 1544 podporoval reformační síly tehdejší protestantský hofmistr v Glarusu Joachim Bäldi. Roku 1547 proběhlo usmíření katolíků s protestanty. Společenství se scházela jen v soukromých domech. Předsednictví katolického hofmistra Nikolause Wirze nevedlo k dohodě, jen k vyhnání Beccariho, který uprchl do Rovereda a Mesocca v dnešním Graubündenu. V roce 1555 se reformovaní museli vzdát protestantské víry nebo opustit Locarno.  Pro odchod se rozhodlo 170 lidí, tedy asi polovina protestantského obyvatelstva, a přes Graubünden putovali do Curychu, kde byli nakonec přijati. Po počátečních potížích s integrací následně pracovali v textilním průmyslu a výrobě a svými znalostmi a konexemi přispívali k hospodářskému vzestupu.
Vyhnáním evangelíků zůstalo Locarno izolované, menší a chudší. V roce 1584 stihl město mor a decimoval jeho obyvatelstvo, takže přežilo jen 700 ze 4800 obyvatel.

### Novověk

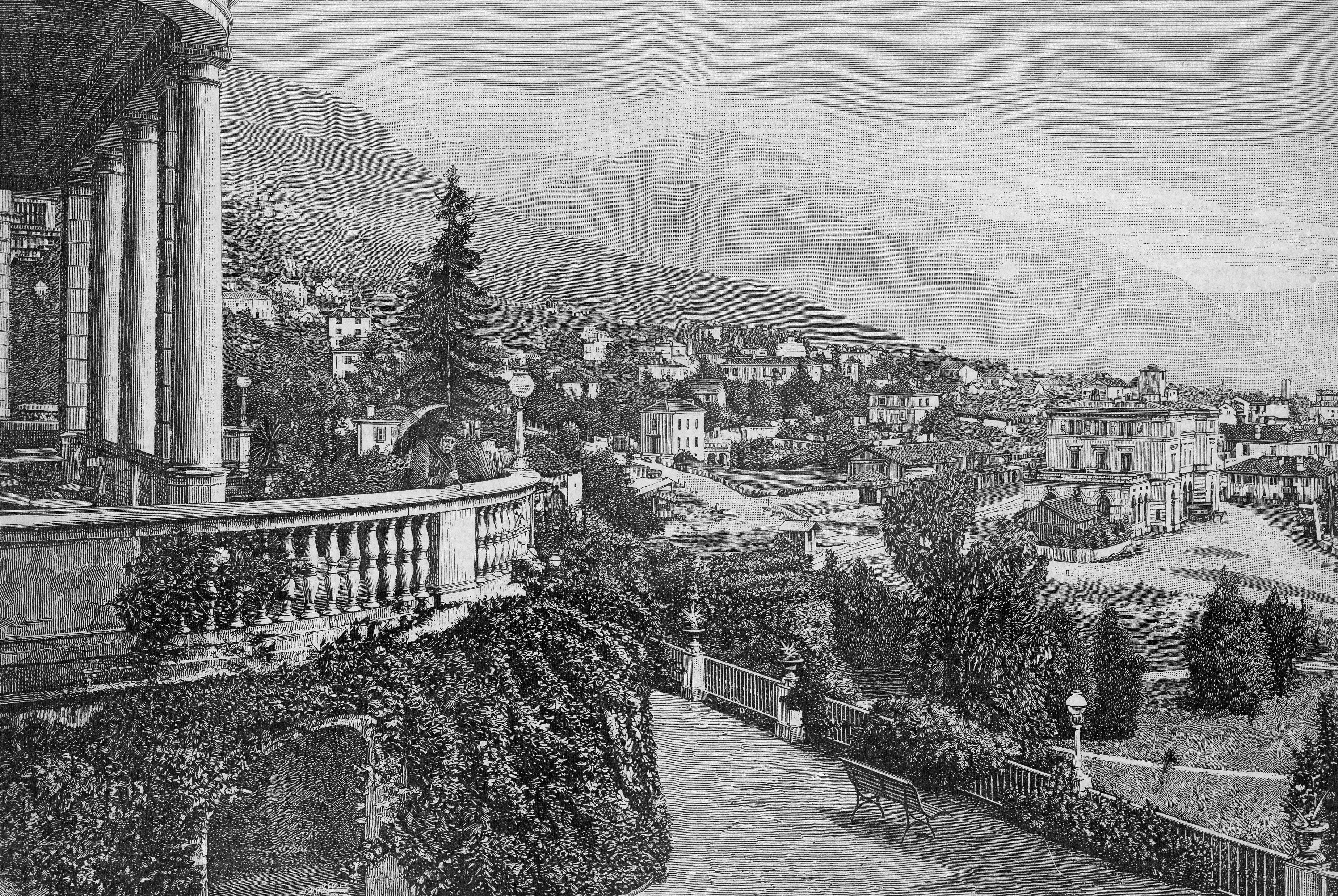
Locarno (1892)

Po pádu starého konfederace se Locarno v roce 1798 stalo součástí nově vytvořeného helvétského kantonu Lugano. Od roku 1803 je součástí nově vytvořeného kantonu Ticino, jehož hlavním městem bylo střídavě v letech 1821-1827, 1839-1845, 1857-1863 a 1875-1881. V 70. letech 19. století, kdy se zlepšilo dopravní spojení na sever i na jih, se v Locarnu začal rozvíjet hotelový a turistický průmysl, který dosud tvoří ekonomickou páteř města. Filmový festival v Locarnu se poprvé konal v roce 1946.
Dne 16. října 1925 byly podepsány Locarnské dohody mezi Německem, Belgií, Francií, Velkou Británií, Itálií, Polskem a Československem, které nově definovaly mezinárodněprávní postavení Německa po první světové válce.
V roce 1928 se dříve samostatná obec Solduno sloučila s městem Locarno, v roce 2011 se v referendu nepodařilo sloučit obce Locarno, Muralto, Minusio, Orselina, Brione sopra Minusio, Mergoscia a Tenero-Contra. Většina hlasů se vyslovila pouze v samotném Locarnu a v obci Mergoscia, která s Locarnem nesousedí.
V roce 2017 získalo Locarno od Společenství protestantských církví v Evropě čestný titul „město reformace“.

## Obyvatelstvo
| Vývoj počtu obyvatel | Vývoj počtu obyvatel | Vývoj počtu obyvatel | Vývoj počtu obyvatel | Vývoj počtu obyvatel | Vývoj počtu obyvatel | Vývoj počtu obyvatel | Vývoj počtu obyvatel | Vývoj počtu obyvatel | Vývoj počtu obyvatel | Vývoj počtu obyvatel | Vývoj počtu obyvatel | Vývoj počtu obyvatel | Vývoj počtu obyvatel |
| -------------------- | -------------------- | -------------------- | -------------------- | -------------------- | -------------------- | -------------------- | -------------------- | -------------------- | -------------------- | -------------------- | -------------------- | -------------------- | -------------------- |
| Rok                  | 1591                 | 1597                 | 1719                 | 1769                 | 1795                 | 1801                 | 1850                 | 1900                 | 1950                 | 1970                 | 2000                 | 2010                 | 2020                 |
| Počet obyvatel       | 3725                 | 3029                 | 2515                 | 1751                 | 1471                 | 1308                 | 2944                 | 3981                 | 7767                 | 14 143               | 14 561               | 15 483               | 16 030               |

V roce 2000 mluvilo 11 153 lidí italsky, 1528 německy a 1880 jiným jazykem. K římskokatolické církvi (diecéze Lugano) se hlásilo 10 179 osob, k protestantské církvi (Chiesa evangelica riformata nel Ticino) 1072 osob a 3310 osob se hlásilo k jinému náboženství nebo vůbec k žádnému. 9430 osob bylo Švýcarů, 5131 cizinců, podíl cizinců tedy činil 32,5 %.

## Doprava

### Železniční doprava

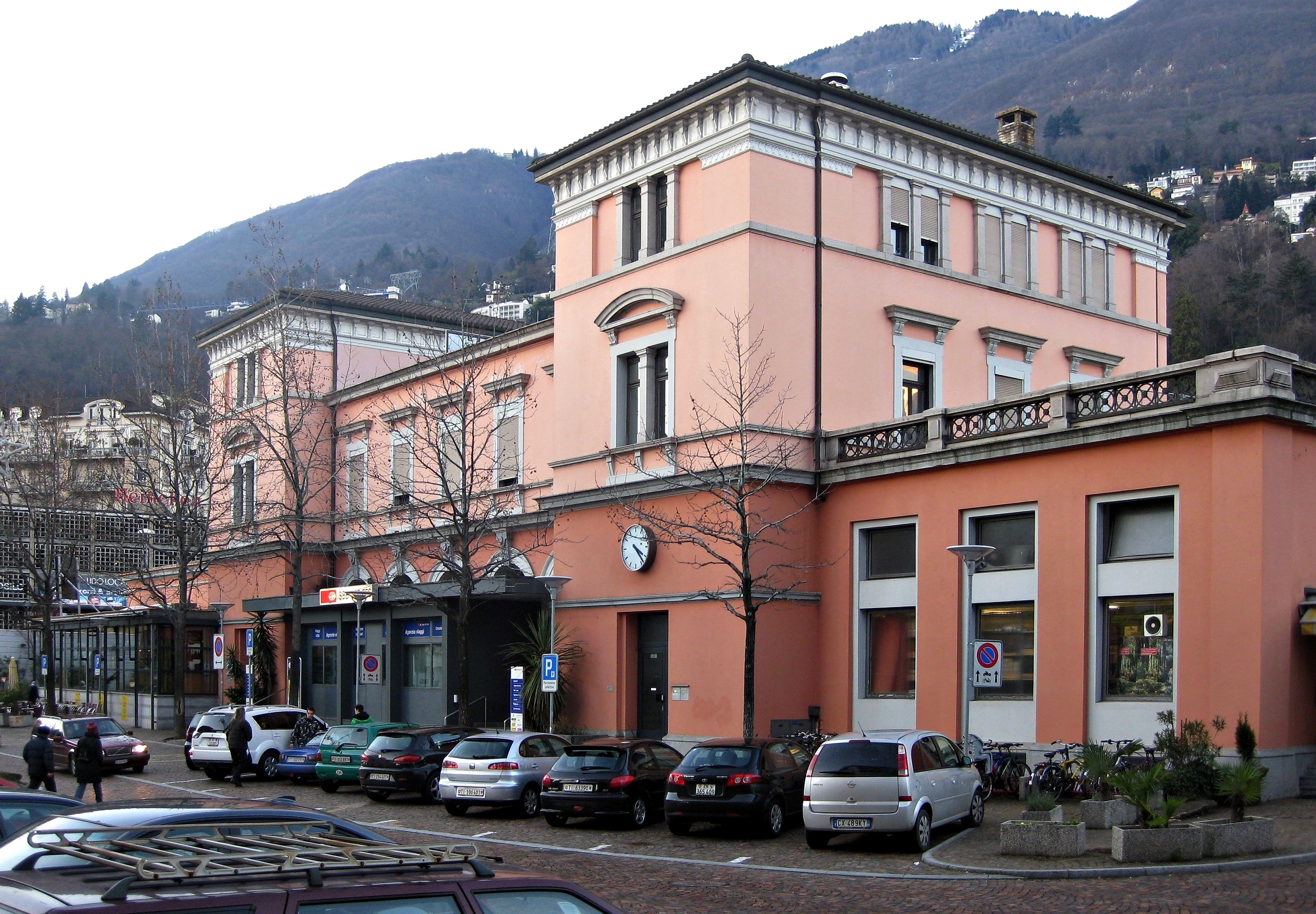
Železniční stanice Locarno

Locarno je konečnou stanicí dvou železničních tratí. Ty však nekončí v Locarnu, ale v sousední obci Muralto, kde se nachází železniční stanice Locarno. Trať SBB z Bellinzony s normálním rozchodem dosahuje do koncové stanice nadzemní dráhy z východu a centra Locarna se nedotýká. Zastávka Riazzino se však nachází v enklávě patřící k Locarnu v rovině Magadino. Úzkorozchodná železnice Centovalli (FART/SSIF) z Domodossoly dosahuje své konečné stanice ze západu. Od roku 1990 již nejezdí přes centrum Locarna, ale je vedena tunelem do podzemní konečné stanice. Ta se nachází v areálu SBB v Muraltu severně od objektů SBB, kde do roku 1990 stály objekty FART. Se stanicemi San Antonio, Solduno, San Martino a Ponte Brolla obsluhuje FART čtyři stanice na území Locarna.
Západní konec kolejiště a nástupiště konečné stanice Locarno, která se stále nachází v Muraltu, je také výchozím bodem pro autobusové linky FART a linky Postbusu, které obsluhují sousední údolí. Na opačné straně ulice Via della Stazione, na konci kolonády vlevo, lze překročit hranici obcí Muralto a Locarno, které od sebe odděluje potok Ramogna. Údolní stanice Funicolare, lanové dráhy FLSM do Madonny del Sasso a do Muralta a Orselina, se nachází hned za potokem v Locarnu, kde Via della Stazione přechází ve Viale F. Balli.
Před první světovou válkou se plánovalo pokračování železniční tratě z Bellinzony do Locarna po pravém břehu jezera Lago Maggiore do Itálie. Již tehdy měl být vybudován tunel ze stávající konečné stanice do nového nádraží Locarno na západě města a další tunel pod horou Monte Verità na břeh jezera. Jak vysvětlila Spolková rada ve svém prohlášení Spolkovému shromáždění o udělení koncese na tuto trať, trať by měla velký význam pro dopravu z Gotthardu do Piemontu a na Riviéru. Vypuknutí první světové války zmařilo realizaci projektu.

### Silniční doprava

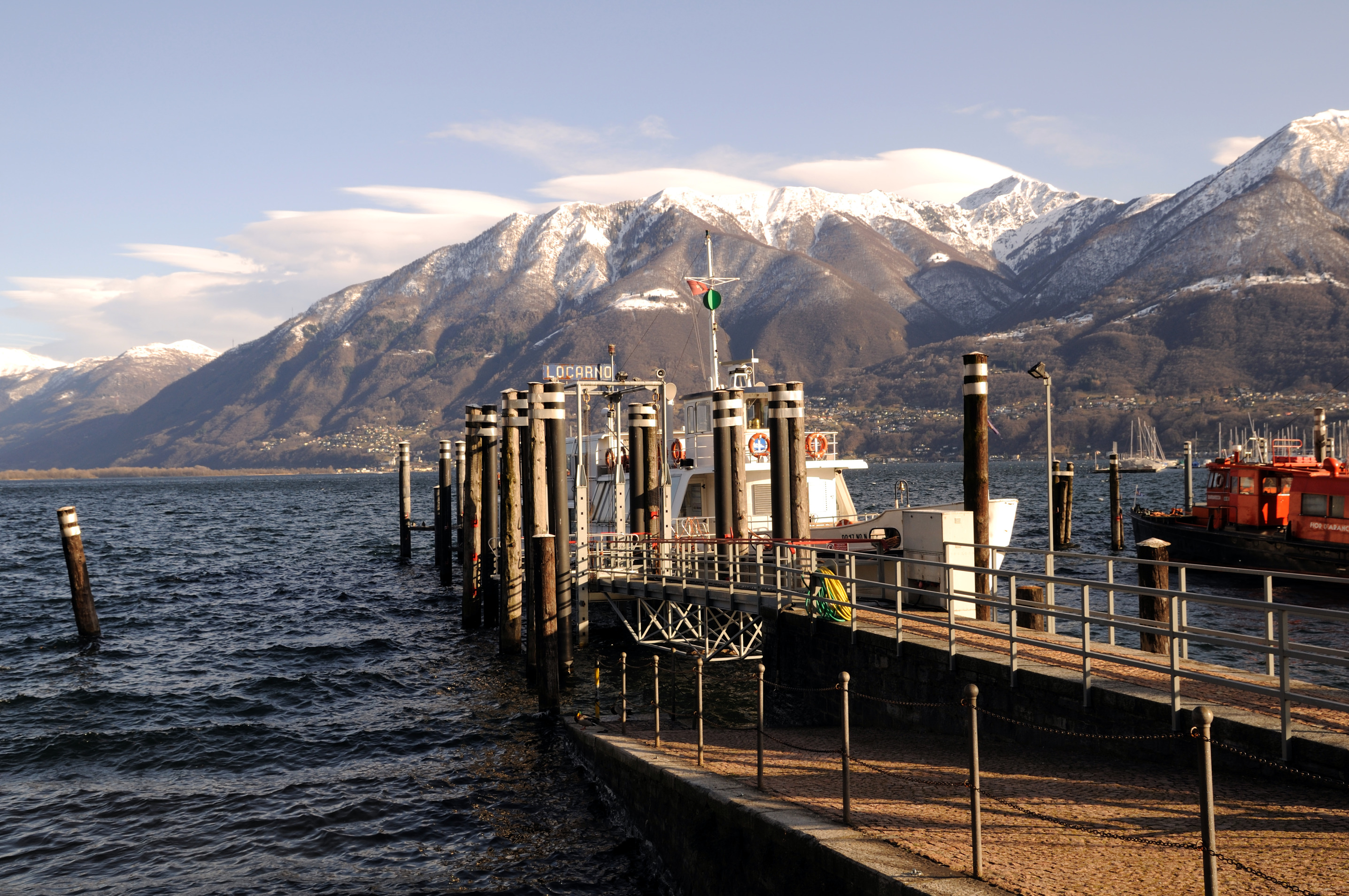
Přístaviště

Locarno se nachází na kantonální hlavní silnici . Nejbližší dálniční napojení se nachází na sjezdu 47 na dálnici A2, poblíž Bellinzony.
Za účelem zákazu průjezdu centrem města byl počátkem 90. let 20. století pod Locarnem vybudován 5,5 km dlouhý silniční tunel Mappo-Morettina (součást úseku pojmenovaného jako dálnice A13).

### Lodní doprava
Společnost Società Navigazione del Lago di Lugano provozuje dopravu mezi švýcarskými městy na Luganském jezeře, zatímco italská lodní společnost Navigazione Laghi, která má na starosti čtyři severoitalská jezera, provozuje mezinárodní lodní dopravu mezi Švýcarskem a Itálií.

## Pamětihodnosti

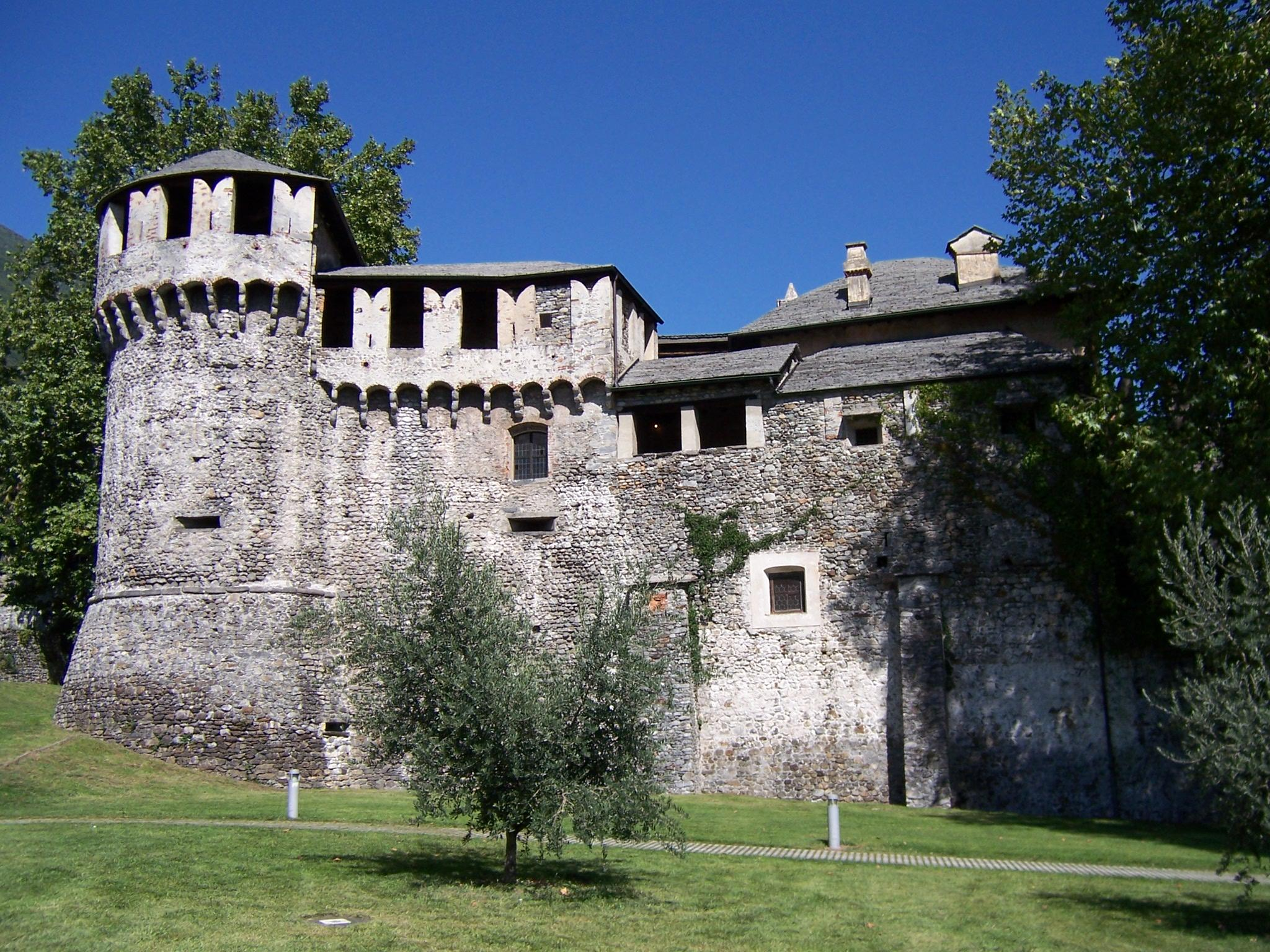
Castello Visconteo

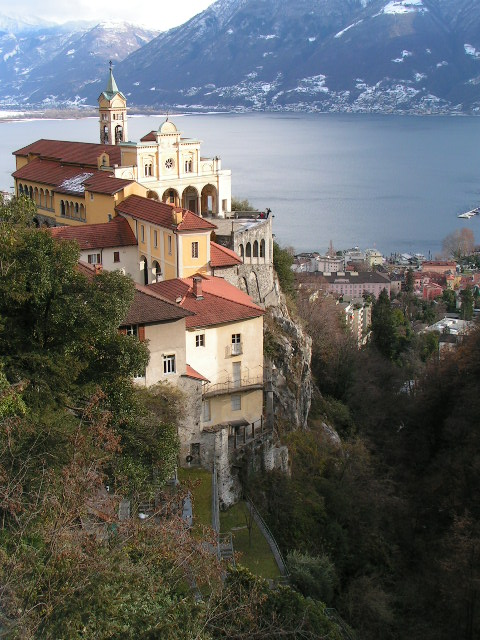
Madonna del Sasso

- Castello Visconteo - v centru města, původem románský hrad ze 12.–13. století, který založil císař Fridrich I. Barbarossa, v gotice byl přestavěn pro rodinu Viscontiů
- barokní farní kostel Sant'Antonio Abbate vystaven v letech 1353–1354 (přestavěn 1664–1692)[11]
- Kostel Santa Maria in Selva, stavba z 15. století s významnými nástěnnými malbami ze života Krista a Panny Marie ve stylu internacionální gotiky
- Kostel Santa Maria Assunta, barokní stavba, vysvěcena roku 1636, při něm:
- Kostel Casa dei Canonici, pro kanovníky, z roku 1600
- Palazzo Casorella, zámek ze 16. století, místní část Orella
- Pallazzo Morettini
- Casa del Negromante - gotický dům ze 14. století
- Torre del Comune - jediná středověká městská brána ze 14. století, dochovaná i po zboření hradeb
- Pinacoteca communale: Casa rusca: palác s renesančními arkádami
- Sacro Monte (Svatá Hora) - klášter františkánů s chrámem Madonna del Sasso - mariánské poutní místo, založené roku 1480; spojeno s městem lanovkou, nebo dosažitelné pěší Křížovou cestou s 13 výklenkovými kaplemi; také muzeum sakrálního umění

## Kultura

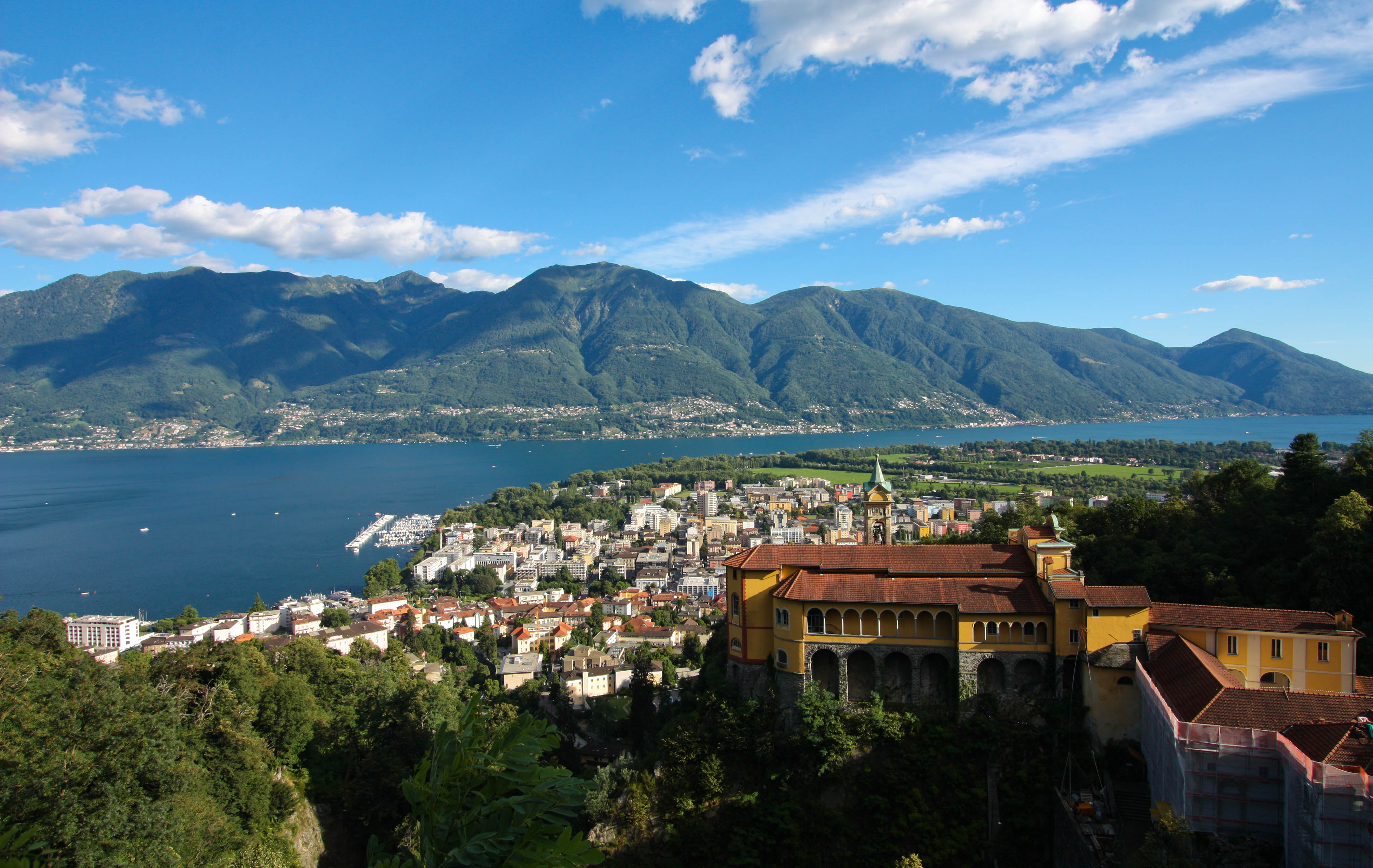
Panorama města

Každoročně od roku 1946 se v srpnu koná Mezinárodní filmový festival v Locarnu. Nejlepší celovečerní film v oficiální soutěži je oceněn Zlatým leopardem (italsky Pardo d’Oro). Jedná se o nejmenší z velkých festivalů filmového umění s celosvětovým významem (festival kategorie A).

## Partnerská města
Locarno udržuje partnerské vztahy s těmito městy:
- Bruggy, Belgie, 1954
- Nice, Francie, 1954
- Norimberk, Německo, 1954
- Benátky, Itálie, 1954
- Montecatini Terme, Itálie, 1964
- Karlovy Vary, Česko, 1965
- Lompoc, USA, 1972
- Urbino, Itálie, 1976/78
- Vevey, Švýcarsko, 1981/83
- Gagra, Gruzie, 1987

## Osobnosti
- Franz Anton Bustelli (1723–1763), malíř a keramik
- Otto Braun (1872–1955), politik, ministerský předseda Pruska
- Peter Lippert (1879–1936), kněz a teolog
- Erich Maria Remarque (1898–1970), spisovatel
- Erich Fromm (1900–1980), psycholog
- Jan Tschichold (1902–1974), typograf, grafik a učitel
- John Carew Eccles (1903–1997), vědec (neurofyziolog)
- Patricia Highsmithová (1921–1995), spisovatelka
- Claudio Mezzadri (* 1965), tenista
- Oliver Neuville (* 1973), fotbalista
- Carla Juriová (* 1985), herečka